# المن‌سویلر
المن‌سویلر (به آلمانی: Allmannsweiler) یک شهر در آلمان است که در Biberach واقع شده‌است.

## خصوصیات
المن‌سویلر ۴٫۱۰ کیلومترمربع مساحت دارد ۶۲۵ متر بالاتر از سطح دریا واقع شده‌است.